# 沙赛涅
沙赛涅（法語：Chassaignes，法語發音：[ʃasɛɲ]）是法国多尔多涅省的一个市镇，属于佩里格区。

## 地理
沙赛涅（45°15'9"N, 0°15'10"E）面积5.79 平方千米，位于法国新阿基坦大区多爾多涅省，该省份为法国西南部内陆省份，是法國本土面积第三大的省，大致对应佩里戈尔地区，北起顺时针与夏朗德省、上维埃纳省、科雷兹省、洛特省、洛特-加龙省、吉倫特省和滨海夏朗德省接壤。
与沙赛涅接壤的市镇（或旧市镇、城区）包括：博堡、小贝尔萨克、旺克桑、佩里戈尔地区圣普里瓦、费斯塔朗。

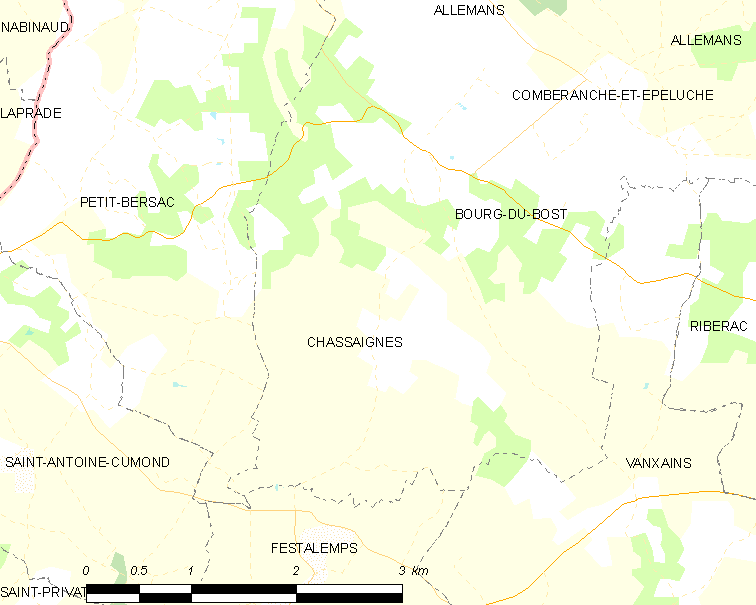
沙赛涅的OSM定位图

沙赛涅的时区为UTC+01:00、UTC+02:00（夏令时）。

## 行政
沙赛涅的邮政编码为24600，INSEE市镇编码为24114。

## 政治
沙赛涅所属的省级选区为里贝拉克县。

## 人口

1962-2008年间沙赛涅人口变化图示

沙赛涅于2022年1月1日时的人口数量为73人。